# Антонович Мирослава Володимирівна
Мирослава Володимирівна Антонович (псевдо: «Сурма»; 8 травня 1913, с. Боднарів, нині Калуського району Івано-Франківської області — 15 лютого 2000, м. Івано-Франківськ) — діячка ОУН, освітянка. Двоюрідна сестра Степана Бандери.

## Життєпис
Народилася 8 травня 1913 року в с. Боднарів, нині Калуського району Івано-Франківської області, Україна.
Проживала в селах Ягільниця (нині Чортківського району Тернопільської області), Вовківці (нині Борщівського району) й Увисла (нині Гусятинського району), де її батько був парохом.
У 1933 році закінчила Стрийську гімназію Українського педагогічного товариства. Працювала учителькою в с. Цигани (нині Борщівського району), від 1939 — в Копичинцях, Хоросткові, Увислі.
У березні 1944 вступила в ОУН, була зв'язковою. Від липня 1944 — районова провідниця ОУН (серед жінок), їй підпорядковувалось 10 станиць на Гусятинщині. В с. Увисла 1 січня 1945 Антонович, хвору на запалення легенів, заарештували й ув'язнили в Чортківській тюрмі. 23 березня 1945 військовий трибунал у Тернополі засудив її до розстрілу, який замінили на 20 років виправно-трудових таборів.
Покарання відбувала в Норильську, Іркутську та Мордовії. Учасниця повстання в'язнів у липні 1953. Звільнена 12 липня 1960.
Після повернення в Україну Антонович на Тернопільщині та Львівщині не прописували. За допомогою Ірини Вільде влаштувалась опікункою її батька Дмитра Яковича Макогона в Станіславі (нині — Івано-Франківськ). Після його смерті була вихователькою в дитсадку. Взяла до себе 90-літню Ольгу Дучимінську, яка прожила в неї 15 р., до смерті.